# Ziguinchor (stad)
Ziguinchor is de hoofdstad van de Senegalese regio Ziguinchor, in het gebiedsdeel Casamance. De stad ligt aan de rivier de Casamance en het is de grootste stad in het zuiden (153.269 inwoners in 2002).
In de stad is een grote pindaolie-fabriek.

## Geschiedenis
In 1457 deed de Venetiaan Alvise Cadamosto de monding van de Casamance aan in dienst van de Portugese prins Hendrik de Zeevaarder. Ziguinchor werd in 1645 door de Portugezen gesticht. Naar verluidt komt de naam Ziguinchor van het Portugese "Cheguei e choram", wat ongeveer "Ik arriveerde en zij huilden" betekent. De verklaring van deze naam is dat toen de Portugese ontdekkingsreizigers en handelaars arriveerden, de lokale bevolking dacht dat ze slaven zouden worden, waarop men begon te huilen. De Portugezen stichtten een handelspost en sloten een vriendschapsverdrag met de lokale heerser.
In 1886 werd Ziguinchor Frans.

## Geografie
De stad ligt aan de Casamance. In het westen en noorden wordt de stad door mangrovemoerassen omsloten. Deze maken deel uit van de Guineese mangroven. Ten oosten van de stad ligt het Nationaal park Basse-Casamance.

### Klimaat
Ziguinchor heeft een tropisch klimaat met een droog seizoen tussen november en mei. Jaarlijks valt er gemiddeld 1415 mm neerslag. De heetste maand is juni met een gemiddelde temperatuur van 29,9 ° C.

## Verkeer en vervoer
Ziguinchor heeft een vracht- en veerboothaven. De in 2002 gezonken Senegalese veerboot Joola was vanuit Ziguinchor op weg naar Dakar.
Bij de stad loopt de N4-weg over de rivier de Casamance. Ziguinchor bezit een luchthaven.

## Religie
Sinds 1955 is de stad de zetel van het rooms-katholieke bisdom Ziguinchor. De kathedraal is gewijd aan Sint-Antonius van Padua. In 1992 bezocht paus Johannes Paulus II de stad. 

## Galerij

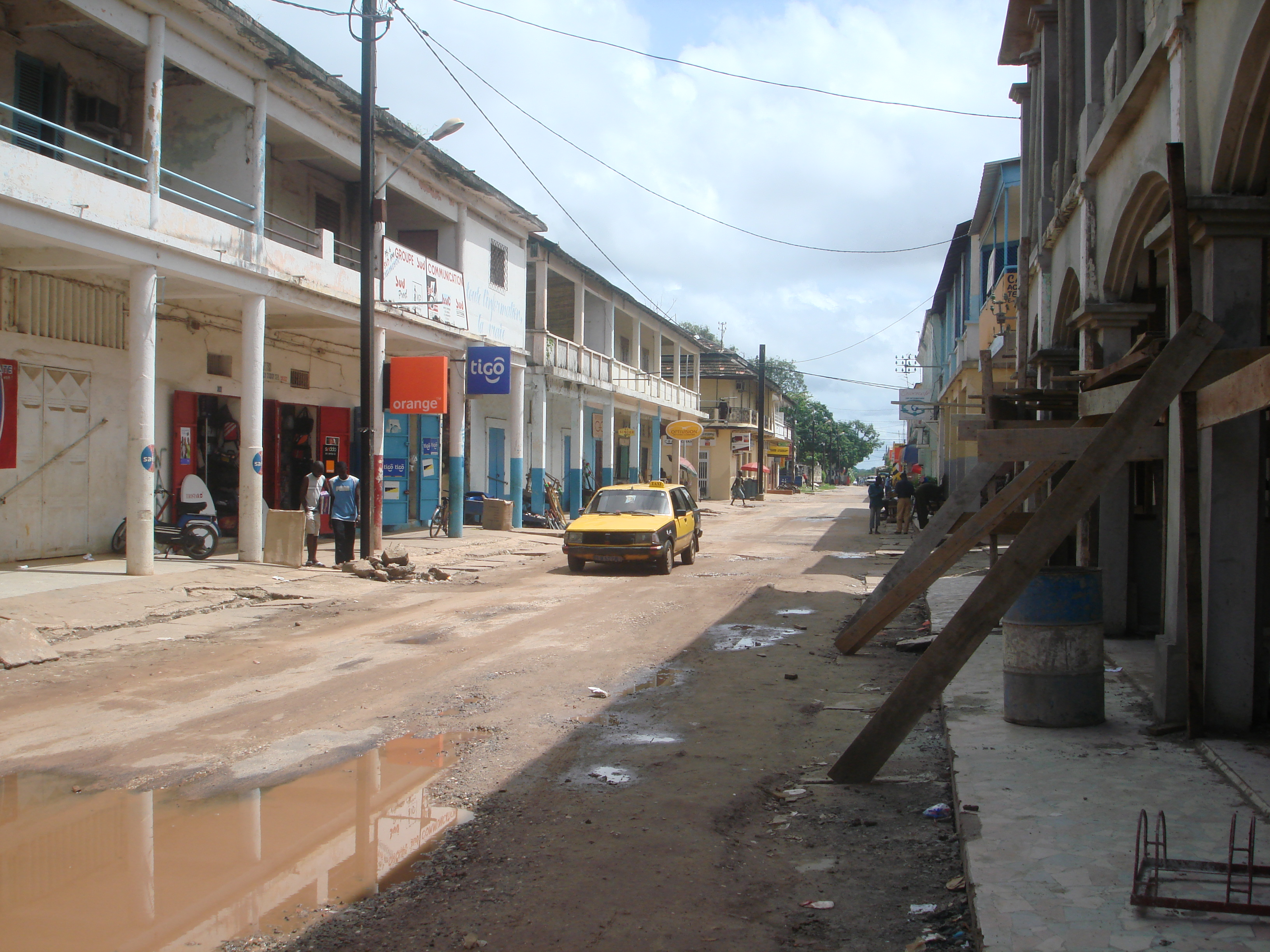
Straat in Ziguinchor
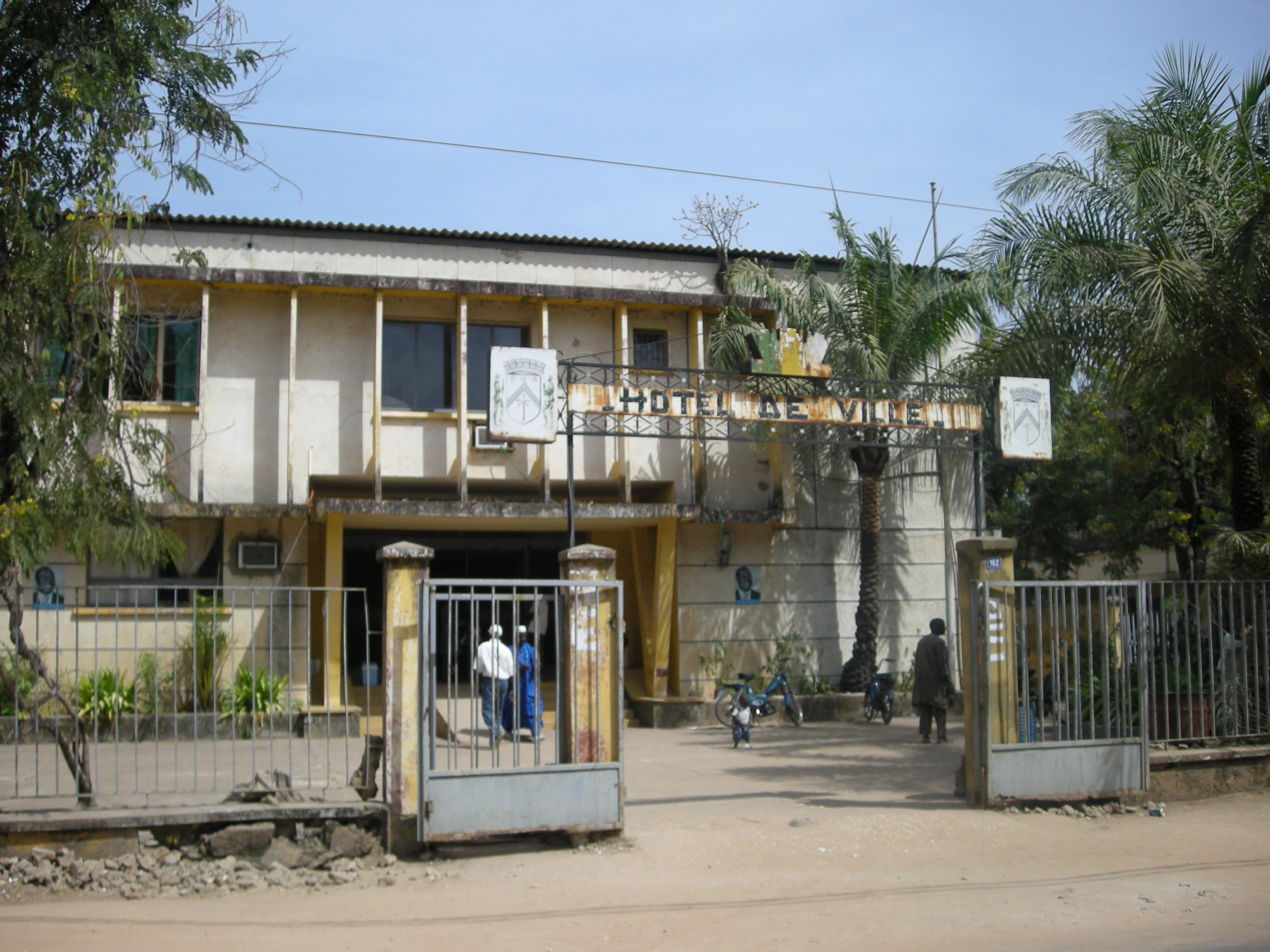
Gemeentehuis van Ziguinchor
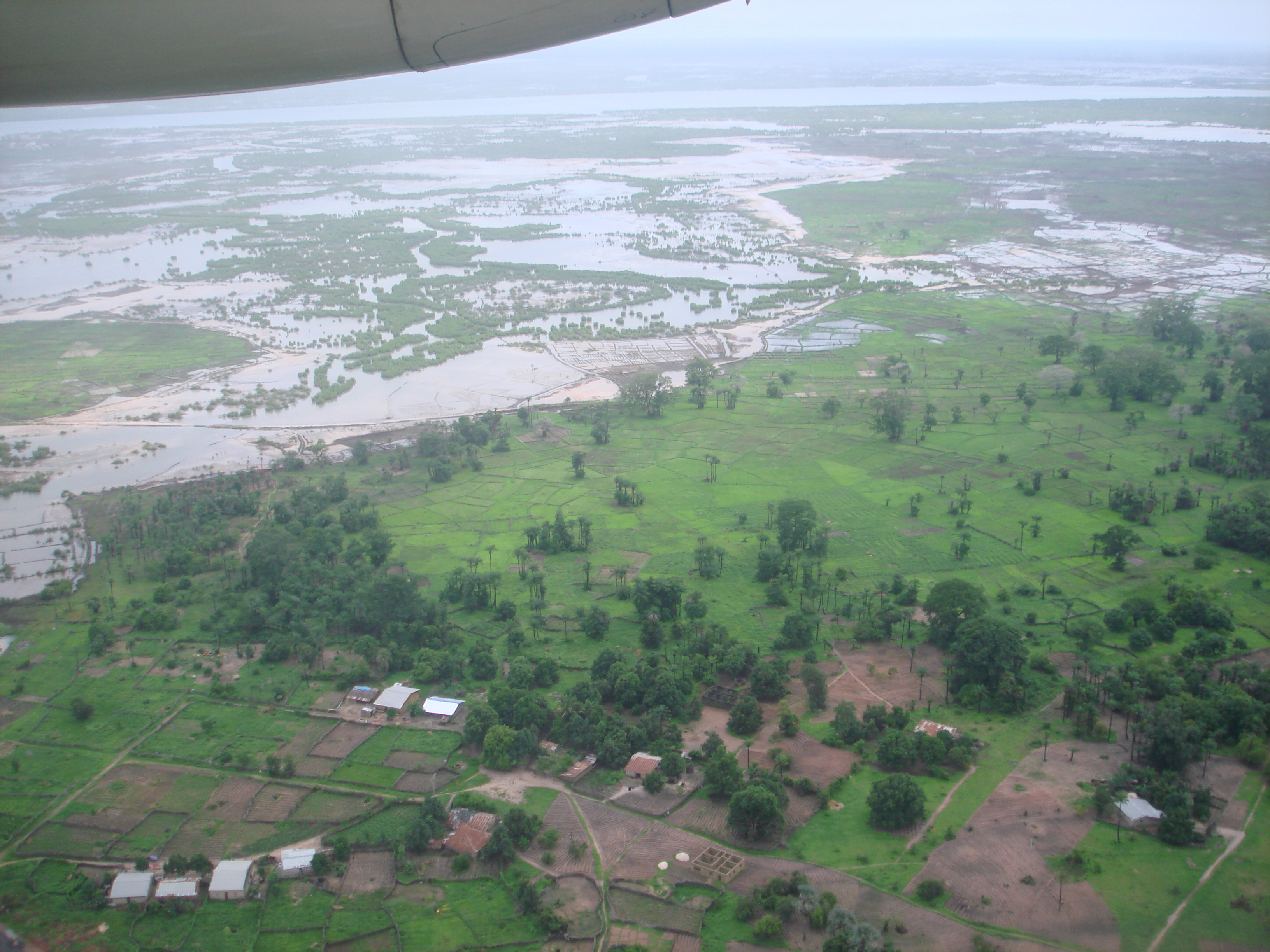
Moerassen rond Ziguinchor
Opening van een middelbare school van de verzetsbeweging PAIGC in Ziguinchor, 1974